# Vizio
Vizio Inc. er en amerikansk forbrugerelektronikvirksomhed, der designer og sælger tv, soundbars, samt andre produkter indenfor lyd og billede. Virksomheden blev etableret i 2002 og er baseret i Irvine, Californien.